# 贝塞尔函数
贝塞尔函数（），是数学上的一类特殊函数的总称。通常单说的贝塞尔函数指第一类贝塞尔函数（）。一般贝塞尔函数是下列常微分方程（一般称为贝塞尔方程）的标准解函数{\displaystyle y(x)}：
{\displaystyle x^{2}{\frac {d^{2}y}{dx^{2}}}+x{\frac {dy}{dx}}+(x^{2}-\alpha ^{2})y=0}
该方程的通解无法用初等函数表示。
由於贝塞尔微分方程是二階常微分方程，需要由兩個獨立的函數來表示其标准解函数。典型的是使用第一类贝塞尔函数和第二类贝塞尔函数來表示标准解函数：
{\displaystyle y(x)=c_{1}J_{\alpha }(x)+c_{2}Y_{\alpha }(x)}
注意，由於 {\displaystyle Y_{\alpha }(x)} 在 x=0 時候是發散的（無窮），當取 x=0 時，相關係數 {\displaystyle c_{2}} 必須為0時，才能獲得有物理意義的結果。
贝塞尔函数的具体形式随上述方程中任意实数或複數α变化而变化（相应地，α被称为其对应贝塞尔函数的阶数）。实际应用中最常见的情形为α是整数n，对应解称为n 阶贝塞尔函数。
尽管在上述微分方程中，α本身的正负号不改变方程的形式，但实际应用中仍习惯针对α和−α定义两种不同的贝塞尔函数（这样做能带来好处，比如消除了函数在α=0 点的不光滑性）。
贝塞尔函數也被稱為柱諧函數、圓柱函數或圓柱諧波，因為他們是於拉普拉斯方程在圓柱坐標上的求解過程中被發現的。

## 历史
贝塞尔函数的几个正整数阶特例早在18世纪中叶就由瑞士数学家丹尼尔·伯努利在研究悬链振动时提出了，当时引起了数学界的兴趣。丹尼尔的叔叔雅各布·伯努利，欧拉、拉格朗日等数学大师对贝塞尔函数的研究作出过重要贡献。1817年，德国数学家贝塞尔在研究开普勒提出的三体引力系统的运动问题时，第一次系统地提出了贝塞尔函数的总体理论框架，后人以他的名字来命名了这种函数  （页面存档备份，存于）。

## 现实背景和应用范围
贝塞尔方程是在圆柱坐标或球坐标下使用分离变量法求解拉普拉斯方程和亥姆霍兹方程时得到的（在圆柱域问题中得到的是整阶形式 α = n；在球形域问题中得到的是半奇数阶形式 α = n+½），因此贝塞尔函数在波的传播问题以及各种涉及有势场的问题中占有非常重要的地位，最典型的问题有：
- 在圆柱形波导中的电磁波传播问题；
- 圆柱体中的热传导问题；
- 圆形（或环形）薄膜的振动模态分析问题；

在其他一些领域，贝塞尔函数也相当有用。譬如在ttf字体文件压缩，信号处理中的调频合成或凯泽窗的定义中，都要用到贝塞尔函数。

## 定义
贝塞尔方程是一个二阶常微分方程，必然存在两个线性无关的解。针对各种具体情况，人们提出了表示这些解的不同形式。下面分别介绍这些不同类型的贝塞尔函数。

### 第一类贝塞尔函数
第一类贝塞尔函数，又称贝塞尔函数，下文中有时会简称为J函数，記作Jα。
第一类α阶贝塞尔函数Jα(x)是贝塞尔方程当α为整数或α非负时的解，须满足在x = 0 时有限。这样选取和处理Jα的原因见本主题下面的性质介绍；另一种定义方法是通过它在x = 0 点的泰勒级数展开（或者更一般地通过幂级数展开，这适用于α为非整数）：
{\displaystyle J_{\alpha }(x)=\sum _{m=0}^{\infty }{\frac {(-1)^{m}}{m!\Gamma (m+\alpha +1)}}{\left({\frac {x}{2}}\right)}^{2m+\alpha }}
上式中{\displaystyle \Gamma (z)}为Γ函数（它可视为阶乘函数向非整型自变量的推广）。第一类贝塞尔函数的形状大致与按{\displaystyle 1/{\sqrt {x}}}速率衰减的正弦或余弦函数类似（参见本页下面对它们渐近形式的介绍），但它们的零点并不是周期性的，另外随着x的增加，零点的间隔会越来越接近周期性。图2所示为0阶、1阶和2阶第一类贝塞尔函数{\displaystyle J_{\alpha }(x)}的曲线（{\displaystyle \alpha =0,1,2}）。
如果α不为整数，则{\displaystyle J_{\alpha }(x)}和{\displaystyle J_{-\alpha }(x)}线性无关，可以构成微分方程的一个解系。反之若{\displaystyle \alpha }是整数，那么上面两个函数之间满足如下关系：
{\displaystyle J_{-\alpha }(x)=(-1)^{\alpha }J_{\alpha }(x)\,}
于是两函数之间已不满足线性无关条件。为寻找在此情况下微分方程与{\displaystyle J_{\alpha }(x)}线性无关的另一解，需要定义第二类贝塞尔函数，定义过程将在后面的小节中给出。

#### 贝塞尔积分
{\displaystyle \alpha }为整数时贝塞尔函数的另一种定义方法由下面的积分给出：
{\displaystyle J_{\alpha }(x)={\frac {1}{2\pi }}\int _{0}^{2\pi }\cos(\alpha \tau -x\sin \tau )d\tau .}
（{\displaystyle \alpha }为任意实数时的表达式见参考文献[2]第360页）
这个积分式就是贝塞尔当年提出的定义，而且他还从该定义中推出了函数的一些性质。另一种积分表达式为：
{\displaystyle J_{\alpha }(x)={\frac {1}{2\pi }}\int _{-\pi }^{\pi }e^{i(\alpha \tau -x\sin \tau )}d\tau }

#### 和超几何级数的关系
贝塞尔函数可以用超几何级数表示成下面的形式： 
{\displaystyle J_{\alpha }(z)={\frac {(z/2)^{\alpha }}{\Gamma (\alpha +1)}}\;_{0}F_{1}(\alpha +1;-z^{2}/4).}
ɑ為整數。由於函數線性相關的特性(用了一個就少了一個，所以要再構造一個)，才需定義如下詳細介紹的第二類貝塞爾函數。

### 第二类贝塞尔函数（诺依曼函数）
第二类贝塞尔函数，又称诺伊曼函数，下文中有时会简称为Y函数，記作Yα。
第二类贝塞尔函数也许比第一类更为常用。
这种函数通常用Yα(x)表示，它们是贝塞尔方程的另一类解。x = 0 点是第二类贝塞尔函数的（无穷）奇点。
Yα(x)又被称为诺依曼函数（Neumann function），有时也记作Nα(x)。它和Jα(x)存在如下关系：
{\displaystyle Y_{\alpha }(x)={\frac {J_{\alpha }(x)\cos(\alpha \pi )-J_{-\alpha }(x)}{\sin(\alpha \pi )}},}
若α为整数（此时上式是{\displaystyle {\frac {0}{0}}}型未定式）则取右端的极限值。
从前面对Jα(x)的定义可以知道，若α不为整数时，定义Yα是多余的（因为贝塞尔方程的两个线性无关解都已经用J函数表示出来了）。另一方面，若α为整数，Yα便可以和Jα构成贝塞尔方程的一个解系。与J函数类似，Y函数正负整数阶之间也存在如下关系：
{\displaystyle Y_{-n}(x)=(-1)^{n}Y_{n}(x)\,}
Jα(x)和Yα(x)均为沿负实半轴割开的复平面内关于x的全纯函数。当α为整数时，复平面内不存在贝塞尔函数的支点，所以J 和Y 均为x 的整函数。若将x 固定，则贝塞尔函数是α的整函数。图3所示为0阶、1阶和2阶第二类贝塞尔函数{\displaystyle Y_{\alpha }(x)}的曲线（{\displaystyle \alpha =0,1,2}）：

### 第三类贝塞尔函数（汉克尔函数）
第三类贝塞尔函数，又称汉克尔函数。
贝塞尔方程的另外一对重要的线性无关解称为汉克尔函数（Hankel functions）Hα(1)(x)和Hα(2)(x)，分别定义为：
{\displaystyle H_{\alpha }^{(1)}(x)=J_{\alpha }(x)+iY_{\alpha }(x)}
{\displaystyle H_{\alpha }^{(2)}(x)=J_{\alpha }(x)-iY_{\alpha }(x)}
其中i 为虚数单位{\displaystyle {\sqrt {-1}}}。以上的线性组合也成为第三类贝塞尔函数；它们描述了二维波动方程的外向行柱面波解和内向行柱面波解（"行"与在"行动"中同音）。
利用前面推出的关系可将汉克尔函数表示成：
{\displaystyle H_{\alpha }^{(1)}(x)={\frac {J_{-\alpha }(x)-e^{-\alpha \pi i}J_{\alpha }(x)}{i\sin(\alpha \pi )}}}
{\displaystyle H_{\alpha }^{(2)}(x)={\frac {J_{-\alpha }(x)-e^{\alpha \pi i}J_{\alpha }(x)}{-i\sin(\alpha \pi )}}}
若α为整数，则须对等号右边取极限值。另外，无论α是不是整数，下面的关系都成立：
{\displaystyle H_{-\alpha }^{(1)}(x)=e^{\alpha \pi i}H_{\alpha }^{(1)}(x)}
{\displaystyle H_{-\alpha }^{(2)}(x)=e^{-\alpha \pi i}H_{\alpha }^{(2)}(x)}

### 修正贝塞尔函数
贝塞尔函数当变量x 为复数时同样成立，并且当x 为纯虚数时能得到一类重要情形——它们被称为第一类修正贝塞尔函数和第二类修正贝塞尔函数，或虚变量的贝塞尔函数（有时还称为双曲型贝塞尔函数），定义为：
{\displaystyle I_{\alpha }(x)=i^{-\alpha }J_{\alpha }(ix)\!}
{\displaystyle K_{\alpha }(x)={\frac {\pi }{2}}{\frac {I_{-\alpha }(x)-I_{\alpha }(x)}{\sin(\alpha \pi )}}={\frac {\pi }{2}}i^{\alpha +1}H_{\alpha }^{(1)}(ix)\!}
以上形式保证了当变量x 为实数时，函数值亦为实数。这两个函数构成了下列修正贝塞尔方程（与一般贝塞尔方程的差别仅在两个正负号）的一个相互线性无关的解系：
{\displaystyle x^{2}{\frac {d^{2}y}{dx^{2}}}+x{\frac {dy}{dx}}-(x^{2}+\alpha ^{2})y=0.}
修正贝塞尔函数与一般贝塞尔函数的差别在于：一般贝塞尔函数随实变量是振荡型的，而修正贝塞尔函数Iα 和Kα则分别是指数增长和指数衰减型的。和第一类贝塞尔函数Jα一样，函数Iα当α > 0 时在x=0 点等于0，当α=0时在x=0 点趋于有限值。类似地，Kα在x=0 点发散（趋于无穷）。
| {\displaystyle I_{\alpha }(x)} · {\displaystyle \alpha =0,1,2} | {\displaystyle K_{\alpha }(x)} · {\displaystyle \alpha =0,1,2} |

复数变量的贝塞尔函数之零值：{\displaystyle J_{\alpha }(x)=0}的解在α≥-1的情况下都是实数；阶数-2>α>-1的情况下，除了实数之外还有且仅有一对共轭的纯虚数解（G.N Watson 参考文献[5]）。
第二类修正贝塞尔函数有时候被称为第三类修正贝塞尔函数。

### 球贝塞尔函数

图5-1 第一类球贝塞尔函数曲线

图5-2 第二类球贝塞尔函数曲线

若使用分离变量法求解球坐标下的三维亥姆霍兹方程，则可得到如下形式关于径向（r 方向）分量的常微分方程：
{\displaystyle x^{2}{\frac {d^{2}y}{dx^{2}}}+2x{\frac {dy}{dx}}+[x^{2}-n(n+1)]y=0.}
关于上述方程的一对线性无关解称为球贝塞尔函数，分别用jn和yn表示（有时也记为nn）。这两个函数与一般贝塞尔函数Jn和Yn 存在关系：
{\displaystyle j_{n}(x)={\sqrt {\frac {\pi }{2x}}}J_{n+1/2}(x),}
{\displaystyle y_{n}(x)={\sqrt {\frac {\pi }{2x}}}Y_{n+1/2}(x)=(-1)^{n+1}{\sqrt {\frac {\pi }{2x}}}J_{-n-1/2}(x).}
球贝塞尔函数也可写成：
{\displaystyle j_{n}(x)=(-x)^{n}\left({\frac {1}{x}}{\frac {d}{dx}}\right)^{n}\,{\frac {\sin x}{x}},}
{\displaystyle y_{n}(x)=-(-x)^{n}\left({\frac {1}{x}}{\frac {d}{dx}}\right)^{n}\,{\frac {\cos x}{x}}.}
0阶第一类球贝塞尔函数{\displaystyle j_{0}(x)}又称为sinc函数。头几阶整阶球贝塞尔函数的表达式分别为：
第一类：
{\displaystyle j_{0}(x)={\frac {\sin x}{x}}}
{\displaystyle j_{1}(x)={\frac {\sin x}{x^{2}}}-{\frac {\cos x}{x}}}
{\displaystyle j_{2}(x)=\left({\frac {3}{x^{2}}}-1\right){\frac {\sin x}{x}}-{\frac {3\cos x}{x^{2}}}}
第二类：
{\displaystyle y_{0}(x)=-j_{-1}(x)=-\,{\frac {\cos x}{x}}}
{\displaystyle y_{1}(x)=j_{-2}(x)=-\,{\frac {\cos x}{x^{2}}}-{\frac {\sin x}{x}}}
{\displaystyle y_{2}(x)=-j_{-3}(x)=\left(-\,{\frac {3}{x^{2}}}+1\right){\frac {\cos x}{x}}-{\frac {3\sin x}{x^{2}}}.}
还可以依照前面构造汉克尔函数相同的步骤构造所谓球汉克尔函数：
{\displaystyle h_{n}^{(1)}(x)=j_{n}(x)+iy_{n}(x)}
{\displaystyle h_{n}^{(2)}(x)=j_{n}(x)-iy_{n}(x).}
事实上，所有半奇数阶贝塞尔函数都可以写成由三角函数组成的封闭形式的表达式，球贝塞尔函数也同样可以。特别地，对所有非负整数n，存在：
{\displaystyle h_{n}^{(1)}(x)=(-i)^{n+1}{\frac {e^{ix}}{x}}\sum _{m=0}^{n}{\frac {i^{m}}{m!(2x)^{m}}}{\frac {(n+m)!!}{(n-m)!!}}}
而对实自变量x，hn(2)是上面hn(1)的复共轭（!! 表示双阶乘）。由此我们可以通过得到h，再分离实部虚部，求出相应阶j 和h 的表达式，譬如j0(x) = sin(x)/x，y0(x) = -cos(x)/x，等等。
球贝塞尔函数的生成函数为：
{\displaystyle {\frac {1}{z}}\cos({\sqrt {z^{2}-2zt}})=\sum _{n=0}^{\infty }{\frac {t^{n}}{n!}}j_{n-1}(z),}
{\displaystyle {\frac {1}{z}}\sin({\sqrt {z^{2}-2zt}})=\sum _{n=0}^{\infty }{\frac {t^{n}}{n!}}y_{n-1}(z).}

### 黎卡提-贝塞尔函数：Sn,Cn,ξn,ζn

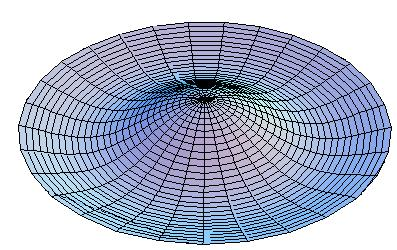
图1 贝塞尔函数的一个实例：一个紧绷的鼓面在中心受到敲击后的二阶振动振型，其振幅沿半径方向上的分布就是一个贝塞尔函数（考虑正负号）。实际生活中受敲击的鼓面的振动是各阶类似振动形态的叠加。

图2 0阶、1阶和2阶第一类贝塞尔函数（贝塞尔J函数）曲线

图3 0阶、1阶和2阶第二类贝塞尔函数（贝塞尔Y 函数）曲线图

黎卡提-贝塞尔函数（Riccati-Bessel functions）和球贝塞尔函数比较类似：
{\displaystyle S_{n}(x)=xj_{n}(x)={\sqrt {\pi x/2}}J_{n+1/2}(x)}
{\displaystyle C_{n}(x)=-xy_{n}(x)=-{\sqrt {\pi x/2}}Y_{n+1/2}(x)}
{\displaystyle \zeta _{n}(x)=xh_{n}^{(2)}(x)={\sqrt {\pi x/2}}H_{n+1/2}^{(2)}(x)=S_{n}(x)+iC_{n}(x)}
该函数满足方程：
{\displaystyle x^{2}{\frac {d^{2}y}{dx^{2}}}+[x^{2}-n(n+1)]y=0}
这个方程以及相应的黎卡提-贝塞尔解是德国物理学家古斯塔夫·米（Gustav Mie）于1908年研究电磁波在球状颗粒表面散射问题时提出的，后人将这种散射称为米氏散射（Mie scattering）。这个问题近几年的进展可参见文献 Du (2004)。
后人有时会遵从德拜（Debye）在1909年的论文中的记法，用{\displaystyle \psi _{n},\chi _{n}} 代替前面的{\displaystyle S_{n},C_{n}}。

## 渐近形式
贝塞尔函数在α非负时具有下面的渐近形式。当自变量x 为小量，即{\displaystyle 0<x\ll {\sqrt {\alpha +1}}}时，有：
{\displaystyle J_{\alpha }(x)\rightarrow {\frac {1}{\Gamma (\alpha +1)}}\left({\frac {x}{2}}\right)^{\alpha }}
{\displaystyle Y_{\alpha }(x)\rightarrow \left\{{\begin{matrix}{\frac {2}{\pi }}\left[\ln(x/2)+\gamma \right]&{\mbox{if }}\alpha =0\\\\-{\frac {\Gamma (\alpha )}{\pi }}\left({\frac {2}{x}}\right)^{\alpha }&{\mbox{if }}\alpha >0\end{matrix}}\right.}
式中γ为歐拉-馬歇羅尼常數（也叫歐拉常數，等于 0.5772156649...），Γ为Γ函数。对于很大的x，即{\displaystyle x\gg |\alpha ^{2}-1/4|}时，渐近形式为：
{\displaystyle J_{\alpha }(x)\rightarrow {\sqrt {\frac {2}{\pi x}}}\cos \left(x-{\frac {\alpha \pi }{2}}-{\frac {\pi }{4}}\right)}
{\displaystyle Y_{\alpha }(x)\rightarrow {\sqrt {\frac {2}{\pi x}}}\sin \left(x-{\frac {\alpha \pi }{2}}-{\frac {\pi }{4}}\right).}
（α=1/2 时渐近号两边严格相等；参见前面对球贝塞尔函数的介绍）。其他形式贝塞尔函数的渐近形式可以从上面的式子直接推得。譬如，对大自变量{\displaystyle x\gg |\alpha ^{2}-1/4|}，修正贝塞尔函数的渐近形式为：
{\displaystyle I_{\alpha }(x)\rightarrow {\frac {1}{\sqrt {2\pi x}}}e^{x},}
{\displaystyle K_{\alpha }(x)\rightarrow {\sqrt {\frac {\pi }{2x}}}e^{-x}.}
对小自变量{\displaystyle 0<x\ll {\sqrt {\alpha +1}}}：
{\displaystyle I_{\alpha }(x)\rightarrow {\frac {1}{\Gamma (\alpha +1)}}\left({\frac {x}{2}}\right)^{\alpha }}
{\displaystyle K_{\alpha }(x)\rightarrow \left\{{\begin{matrix}-\ln(x/2)-\gamma &{\mbox{if }}\alpha =0\\\\{\frac {\Gamma (\alpha )}{2}}\left({\frac {2}{x}}\right)^{\alpha }&{\mbox{if }}\alpha >0\end{matrix}}\right.}

## 性质
整阶（α = n）第一类贝塞尔函数Jn常通过对其母函数（generating function）的罗朗级数（Laurent series）展开来定义：
{\displaystyle e^{(x/2)(t-1/t)}=\sum _{n=-\infty }^{\infty }J_{n}(x)t^{n},}
上式得左边即为整阶第一类贝塞尔函数的母函数，这是丹麦天文学家汉森于1843年提出的。（这种定义也可以通过路径积分或其他方法推广到非整数阶）。整阶函数的另一个重要性质是下列雅可比-安格尔恒等式（Jacobi-Anger identity）：
{\displaystyle e^{iz\cos \phi }=\sum _{n=-\infty }^{\infty }i^{n}J_{n}(z)e^{in\phi },}
利用这一等式可以将平面波展开成一系列柱面波的叠加，或者将调频信号分解成傅里叶级数的叠加。
函数Jα、Yα、Hα(1)和Hα(2)均满足递推关系：
{\displaystyle Z_{\alpha -1}(x)+Z_{\alpha +1}(x)={\frac {2\alpha }{x}}Z_{\alpha }(x)}
{\displaystyle Z_{\alpha -1}(x)-Z_{\alpha +1}(x)=2{\frac {dZ_{\alpha }}{dx}}}
其中Z代表J, Y, H(1)或H(2)。（常将这两个恒等式联立推出其他关系）。从这组递推关系可以通过低阶贝塞尔函数（或它们的低阶导数）计算高阶贝塞尔函数（或它们的高阶导数）。特别地，有：
{\displaystyle \left({\frac {d}{xdx}}\right)^{m}\left[x^{\alpha }Z_{\alpha }(x)\right]=x^{\alpha -m}Z_{\alpha -m}(x)}
{\displaystyle \left({\frac {d}{xdx}}\right)^{m}\left[{\frac {Z_{\alpha }(x)}{x^{\alpha }}}\right]=(-1)^{m}{\frac {Z_{\alpha +m}(x)}{x^{\alpha +m}}}}
由于贝塞尔方程对应的作用算符除以x 后便是一个（自伴随的）厄米算符（Hermitian），所以它的解在适当的边界条件下须满足正交性关系。特别地，可推得：
{\displaystyle \int _{0}^{1}xJ_{\alpha }(xu_{\alpha ,m})J_{\alpha }(xu_{\alpha ,n})dx={\frac {\delta _{m,n}}{2}}J_{\alpha +1}(u_{\alpha ,m})^{2},}
其中α > -1，δm,n为克罗内克δ，uα,m表示Jα(x)的第m 级零点。这个正交性关系可用于计算傅里叶-贝塞尔级数中各项的系数，以利用该级数将任意函数写成α固定、m 变化的函数Jα(x uα,m)的无穷叠加形式。（可以立即得到球贝塞尔函数相应的关系）。
另一个正交性关系是下列在α > -1/2时成立的“封闭方程”（closure equation）：
{\displaystyle \int _{0}^{\infty }xJ_{\alpha }(ux)J_{\alpha }(vx)dx={\frac {1}{u}}\delta (u-v)}
其中δ为狄拉克δ函数。球贝塞尔函数的正交性条件为（当α > 0）：
{\displaystyle \int _{0}^{\infty }x^{2}j_{\alpha }(ux)j_{\alpha }(vx)dx={\frac {\pi }{2u^{2}}}\delta (u-v)}
贝塞尔方程的另一个重要性质与其朗斯基行列式（Wronskian）相关，由阿贝尔恒等式（Abel's identity）得到：
{\displaystyle A_{\alpha }(x){\frac {dB_{\alpha }}{dx}}-{\frac {dA_{\alpha }}{dx}}B_{\alpha }(x)={\frac {C_{\alpha }}{x}},}
其中Aα 和Bα是贝塞尔方程的任意两个解，Cα是与x 无关的常数（由α和贝塞尔函数的种类决定）。譬如，若Aα = Jα、Bα = Yα，则Cα is 2/π。该性质在修正贝塞尔函数中同样适用，譬如，若Aα = Iα、Bα = Kα，则Cα为-1。